# Leche merengada

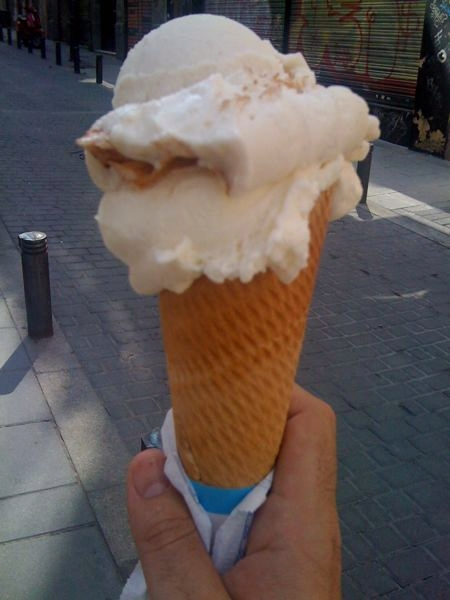
Cây kem ốc quế leche merengada.

Leche merengada là đồ uống đặc trưng của Tây Ban Nha. Thành phần bao gồm sữa và lòng trắng, làm ngọt bằng đường và có hương quế. Leche merengada thường uống cực lạnh, do đó một phần đồ uống được đông lạnh một phần với kết cấu tương tự như tuyết. Đây là thức uống tiêu chuẩn được cung cấp tại các tiệm kem và quán horchaterías trên khắp các thành phố của Tây Ban Nha.

## Đặc điểm
Về mặt kỹ thuật, đồ uống này được coi là loại sữa lắc kèm theo trứng, làm ngọt bằng bất kỳ chất tạo ngọt nào (nhưng thường là đường). Để làm món này, những nguyên liệu sau được trộn vào sữa: lòng trắng trứng, đường, quế (dạng thanh hoặc bột), đôi khi là vỏ chanh và/hoặc vani. Để có thêm hương vị, người ta thường sử dụng một lượng nhỏ muối. Hỗn hợp này thường được đánh bằng máy trộn điện (trước đây là đánh bằng tay), sau đó cho vào tủ đông để có kết cấu bán đông lạnh làm gợi nhớ đến tuyết.
Đồ uống có thể được phục vụ theo nhiều cách khác nhau; ví dụ, một số đầu bếp thêm một vài giọt cà phê. Đặc điểm dinh dưỡng của nó thường được coi là món tráng miệng thưởng thức sau bữa ăn. Trong một số trường hợp nhất định, nó có thể được dùng làm món ăn nhẹ hoặc đơn giản là đồ uống phục hồi sức khỏe.